# Buthacus foleyi
Espèce
Buthacus foleyi est une espèce de scorpions de la famille des Buthidae.

## Distribution
Cette espèce se rencontre en Algérie et en Libye.

## Étymologie
Cette espèce est nommée en l'honneur de Henry Foley (1871-1956).

## Publication originale
- Vachon, 1948 : « Études sur les Scorpions. III (suite). Description des Scorpions du Nord de l’Afrique. » Archives de l’Institut Pasteur d’Algérie, vol. 26, no 4, p. 441-481.